# デジタルシフト (企業)
株式会社デジタルシフト（英: DIGITAL SHIFT, INC.）は、かつて存在したパソコンスクールおよびECサイトを運営していた日本の企業。株式会社デジタルホールディングスの完全子会社であった。 

## 沿革
- 1996年（平成8年）6月 - 「有限会社マルチメディアスクール・ウェーヴ」として設立（本部は千代田区に設置）
- 1997年（平成9年）10月 - 株式会社へ改組したことに伴い、「株式会社マルチメディアスクール・ウェーヴ」に商号変更
- 1998年（平成10年）8月 - 子会社、株式会社ウェーヴスタッフを設立
- 2000年（平成12年）10月 - 本部を新宿区へ移転
- 2001年（平成13年）1月 - 株式会社ウェーヴスタッフを吸収合併
- 2006年（平成18年）5月 - 本部を同じ新宿区に所在する、東京オペラシティ13Fに移転
- 2008年（平成20年）8月 - 本部を東京都千代田区外神田へ移転
- 2009年（平成21年）1月 - フジスタッフホールディングス（現・ランスタッドグループジャパン）と業務提携・資本提携を結び、同社の子会社化
- 2012年（平成24年）2月 - オプトグループのコンテンツワンと業務提携・資本提携を結び、同社の子会社化[2]
- 2012年（平成24年）8月 - 本部を東京都新宿区へ移転
- 2019年（平成31年）4月9日 - 「株式会社デジタルシフトアカデミー」に商号変更
- 2020年（令和2年）4月1日 - 「株式会社デジタルシフト」に商号変更
- 2024年（令和6年）4月1日 - オプトに合併し解散

## 基礎データ

### 所在地
- 本部 - 東京都新宿区西新宿一丁目6番1号 新宿エルタワー7F
- 新宿本校 - 東京都新宿区西新宿一丁目6番1号 新宿エルタワー15F
- アキバ校 - 東京都千代田区外神田四丁目5番5号 アキバ三滝館3F
- 横浜校 - 神奈川県横浜市西区北幸1-1-8 エキニア横浜9F
- 船橋校 - 千葉県船橋市本町1-3-1 FACE10F
- 大宮校 - 埼玉県さいたま市大宮区桜木町1-7-5 ソニックシティビル29F
- 名古屋校 - 愛知県名古屋市中村区名駅2-45-7 松岡ビル11Ｆ
- 京都校 - 京都府京都市下京区四条通柳馬場西入立売中之町106 ヤサカ四条ビル3F
- 大阪校 - 大阪府大阪市北区角田町1-12 阪急ファイブアネックスビル10F
- 三宮校 - 兵庫県神戸市中央区三宮町1-3-1 神戸Fビルディング11F
- 福岡校 - 福岡県福岡市中央区大名1-14-45 Qiz天神ビル3F
- 札幌校 - 北海道札幌市中央区北5条西5-2-12 住友生命札幌ビル5F